# El Bellote (Miguel de la Madrid)
El Bellote (Miguel de la Madrid) es una colonia del municipio de Paraíso ubicado en la subregión de la Chontalpa del estado mexicano de Tabasco.

## Geografía
La localidad se ubica a 7.3 kilómetros (en dirección sudeste) de la localidad de Paraíso, la cabecera y lugar más poblado del municipio. Se sitúa en las coordenadas geográficas 18°25′32″N 93°09′03″O / 18.425556, -93.150833, a una elevación de 0 metros sobre el nivel del mar.

## Demografía
Según el Conteo de Población y Vivienda 2020, efectuado por el Instituto Nacional de Estadística y Geografía, la localidad de El Bellote (Miguel de la Madrid) tiene 1,183 habitantes, de los cuales 599 son del sexo masculino y 584 del sexo femenino. Su tasa de fecundidad es de 2.56 hijos por mujer y tiene 324 viviendas particulares habitadas.
| Gráfica de evolución demográfica de El Bellote (Miguel de la Madrid) entre 1940 y 2020 |
|                                                                                        |
| INEGI.                                                                                 |